# اوسترووتسه (استان اشوی‌داشکسیه)
اوسترووتسه (به لهستانی: Ostrowce) یک منطقهٔ مسکونی در لهستان است که در گمینا نوو کورچن واقع شده‌است. اوسترووتسه ۱۶۴ نفر جمعیت دارد.